# Teoria dell'equilibrio cognitivo
La teoria dell'equilibrio cognitivo (in inglese Balance theory) in psicologia sociale è una teoria nell'ambito dello studio dell'atteggiamento. Fu formulata da Fritz Heider nel 1958 e fa parte della famiglia delle teorie che hanno come base teorica la teoria della dissonanza cognitiva di Leon Festinger.
La teoria concettualizza la coerenza cognitiva come spinta verso l'equilibrio psicologico. La coerenza è l'impulso a mantenere i propri valori e le proprie credenze nel tempo. Heider ha proposto che le relazioni di "sentimento" o di gradimento sono equilibrate se la valenza affettiva (di segno positivo o negativo) all'interno di un sistema si moltiplica in un risultato positivo. In un sistema vengono descritte le relazioni che esistono tra individui e tra oggetti e individui. Quando per qualche ragione l'equilibrio nel sistema viene a mancare, le persone cercano immediatamente di ripristinare una condizione di coerenza,  ossia uno stato di equilibrio. La base teorica è che ogni persona mira a mantenere una stabilità psicologica, e forma le sue relazioni (con altre persone o nei confronti di oggetti) in base ai suoi atteggiamenti e gusti.
In sintesi, gli atteggiamenti degli individui all'interno di un sistema tendono a mantenere uno stato di equilibrio.

## Il modello P-O-X

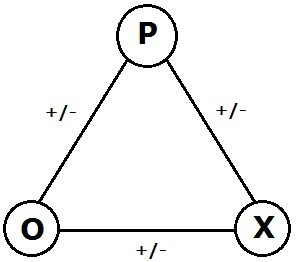
Grafico P-O-X

Il grafico P-O-X formalizza la teoria di Heider. Le lettere indicano individui o oggetti, le linee le relazioni, i segni i valori affettivi di tali relazioni.
Per esempio: una Persona (P) a cui piace (+) una persona Altro (O) sarà bilanciata dallo stesso atteggiamento di valenza per conto dell'altro. Simbolicamente, P (+)> O e P <(+) O si traducono in un equilibrio psicologico.
Questo può essere esteso anche a cose o oggetti (X), introducendo così relazioni triadiche. Se una persona P ama l'oggetto X ma non ama l'altra persona O, cosa prova P quando apprende che la persona O ha creato l'oggetto X? Questo è simboleggiato come tale:
- P (+) > X
- P (-) > O
- O (+ )> X

L'equilibrio cognitivo si ottiene quando ci sono tre collegamenti positivi o due negativi con un positivo. Due collegamenti positivi e uno negativo come nell'esempio sopra creano squilibrio o dissonanza cognitiva. Una triade è quindi bilanciata quando la moltiplicazione dei segni che descrivono le relazioni è positiva. Determinare se la triade è bilanciata è semplice matematica:
+ + + = + Bilanciata  
- + - = + Bilanciata 
- + + = - Non bilanciata